# Reimer Wulf
Reimer Wulf (* 14. Juli 1943 in Elmshorn) ist ein deutscher Luftbildfotograf.

## Leben
Nach der Ausbildung bei namhaften Hamburger Fotografen ist er seit 1978 freischaffend tätig. Sein Spezialgebiet ist die gestaltende Luftbildfotografie mit den Schwerpunkten Architektur und Stadtlandschaft. Wulf arbeitet für große Zeitungen und Zeitschriften und ebenso große Architekten. Ausstellungen in Hamburg, Berlin, Brüssel, Edinburgh und Washington. Bildbände u. a. über Hamburg, Schleswig-Holstein, Rostock, Frankfurt, Berlin und Deutschland. 

## Auszeichnungen
- 2012: Kulturpreis  der Stadt Elmshorn  wird für besondere Leistungen auf geisteswissenschaftlichem, künstlerischem Gebiet oder im Bereich der Heimat- und Denkmalpflege vergeben.[1]
- 1998: Verbotene Städte von der Kommission Kunst im öffentlichen Raum des Landes Schleswig-Holstein.[2]

## Veröffentlichungen (Auswahl)
- Über den Dächern von Hamburg, Ullstein-Verlag, Berlin/Frankfurt am Main, 1994
- Über den Dächern von Berlin, Junius-Verlag, Hamburg, 1996
- Über den Dächern von Deutschland, Junius-Verlag, Hamburg, 1998
- Über der Kuppel des Reichstags, Junius-Verlag, Hamburg, 1999
- Über den Dächern von Frankfurt, Verlag Das Neue Berlin, 2003
- Über den Dächern von Elmshorn, Wachholtz-Verlag, Neumünster, 2003
- Über den Dächern des neuen Berlin, Herbig-Verlag, München, 2004
- Über Rostock und Warnemünde, Konrad Reich-Verlag, Rostock, 2004
- Über Schleswig-Holstein, Wachholtz-Verlag, Neumünster, 2005
- Über den Dächern von Schwerin, Hinstorff-Verlag, Rostock, 2006
- Über den Dächern von Hamburg, Herbig-Verlag, München, 2007
- Über Rostock und Warnemünde, Hinstorff-Verlag, Rostock 2014
- Über Berlin, Knesebeck-Verlag, München 2014
- Faszination Schleswig-Holstein, Ellert & Richter, Hamburg 2015
- Über Hamburg, Sutton-Verlag, Erfurt 2017
- Das neue Berlin aus der Luft: Architektur im Wandel, Kosmos Verlag, Stuttgart 2020